# New New York (álbum)
New New York es el decimotercer extended play (EP) del elenco de la serie de televisión estadounidense Glee. Contiene seis canciones interpretadas durante el episodio de la quinta temporada de la serie New New York. Estuvo disponible en iTunes a partir del 1 de abril de 2014.

## Lista de canciones
| New New York |                                                |          |  |
| N.º          | Título                                         | Duración |  |
| 1.           | «Downtown»                                     | 03:01    |  |
| 2.           | «You Make Me Feel So Young»                    | 02:54    |  |
| 3.           | «Best Day of My Life»                          | 03:14    |  |
| 4.           | «Rockstar (con Adam Lambert)»                  | 03:32    |  |
| 5.           | «Don't Sleep in the Subway (con Adam Lambert)» | 03:06    |  |
| 6.           | «People»                                       | 03:23    |  |